# Las Ventas de San Julián
Las Ventas de San Julián es un municipio y localidad española de la provincia de Toledo, en la comunidad autónoma de Castilla-La Mancha. El término municipal tiene una población de 231 habitantes (INE 2024).

## Toponimia
El término Las Ventas de San Julián deriva de su antiguo nombre San Julián, santo patrón del municipio, y de las ventas que se levantaron para hospedar a los caminantes y pastores.

## Geografía
El municipio se encuentra situado en la comarca de la Campana de Oropesa, en el llano del campo Arañuelo, frente a la sierra de Gredos, entre encinas, alcornoques y monte bajo. El territorio es una llanura cubierta de monte, de donde se destaca el cerrillo de El Calvario. Linda con los términos municipales de La Calzada de Oropesa y Dehesa de Villalba, término segregado de Oropesa, ambos de Toledo.

## Historia
Tras la reconquista, la zona comenzó a repoblarse dividiéndose en dehesas pertenecientes a la Comunidad de Villa y Tierra de Ávila. Una de estas dehesas fue la de San Julián. Fue un lugar de paso y en el siglo XVIII hubo ya tres mesones, a pesar de su escasa población. Perteneció, como todo el señorío de Oropesa, a la diócesis de Ávila y en esa ciudad pagaban sus impuestos.

## Demografía
Cuenta con una población de 231 habitantes (INE 2024).
| Gráfica de evolución demográfica de Las Ventas de San Julián entre 1842 y 2021                                        |
| |
| Población de derecho según los censos de población del INE. Población de hecho según los censos de población del INE. |

## Administración
| Periodo   | Nombre                                                       | Partido    |
| --------- | ------------------------------------------------------------ | ---------- |
| 1979-1983 | Alberto Gutiérrez García                                     | PSOE       |
| 1983-1987 | Francisco Herreruela Buendía                                 | PSOE       |
| 1987-1991 | Fernando Carreras Aceñero                                    | PSOE       |
| 1991-1995 | Fernando Carreras Aceñero (05/04/1993) Antonio Expósito Alex | PSOE       |
| 1995-1999 | Fernando Carreras Aceñero                                    | PSOE       |
| 1999-2003 | Fernando Carreras Aceñero                                    | PSOE       |
| 2003-2007 | Fernando Carreras Aceñero                                    | PSOE       |
| 2007-2011 | Fernando Carreras Aceñero                                    | PSOE       |
| 2011-2015 | Fernando Carreras Aceñero                                    | PSOE       |
| 2015-2019 | Federico Arroyo Amor                                         | IU-Ganemos |

### Evolución de la deuda viva
El concepto de deuda viva contempla solo las deudas con cajas y bancos relativas a créditos financieros, valores de renta fija y préstamos o créditos transferidos a terceros, excluyéndose, por tanto, la deuda comercial.
Entre 2008 a 2014 este ayuntamiento no ha tenido deuda viva.

## Patrimonio

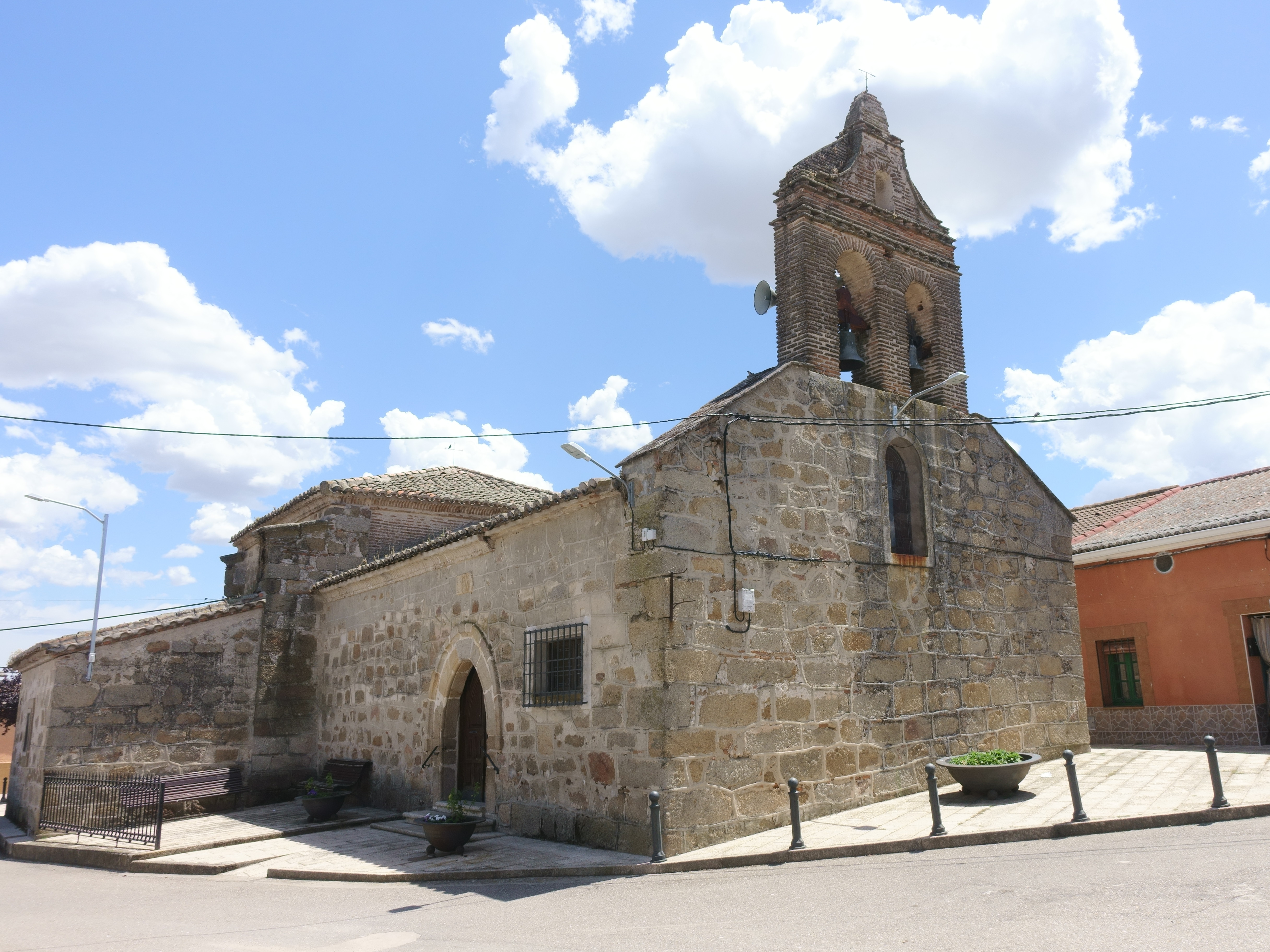
Iglesia de San Julián

- Iglesia parroquial de San Julián.
- Lavaderos de arriba y abajo.
- Vía crucis de piedra.

## Fiestas
- Del 3 al 6 de septiembre: fiestas en honor a San Julián (misa, procesión, verbena)